# Brisa Beach Party
Brisa Beach Party é um festival de música realizado anualmente na Praia do Aterro na cidade de Matosinhos, Porto. Até 2018, era patrocinada pela EDP - Energias de Portugal, adotando o nome de EDP Beach Party. No ano seguinte, a Galp assumiu o patrocínio do festival, passando a denominar-se de Galp Beach Party. O nome do festival foi alterado novamente em 2020. Em 2022, o festival sofreu uma nova alteração de nome, passando a ser Brisa Beach Party. É organizado pela Rádio Nova Era. A primeira edição foi em 2007, e hoje é considerada a maior festa de praia do mundo.

## 2007
| 19 Julho | - Bob Sinclair - Gary “Nesta” Pine & Dollarman |
| 20 Julho | - Expensive Soul - MC Marcinho - Mercado Negro |
| 21 Julho | - Yves Larock - Festa Oficial Maxmen           |

## 2008
| 24 Julho | - Tiesto - Diego Miranda        |
| 25 Julho | - Bob Sinclair - Big Ali - Mr V |
| 26 Julho | - 2 Many DJs - Funk You 2       |

## 2009
| 25 Julho | - Bob Sinclair - Erick Morillo - Groove Armada - Pete Tha Zouk - Kaskade - Chris Kaeser - Sexy Sound System - Miguel Psi |

## 2010
| 24 Julho | - Tiesto - Swedish House Mafia - 2 Many DJs - Funk You 2 |

## 2011
| 22 Julho | - David Guetta - Sebastian Ingrosso - Alesso - Crazy White Boy - Sexy Sound System |

## 2012
| 14 Julho | - Avicii - Martin Solveig - Swanky Tunes - Out Work - Southside House Collective |

## 2013
| 6 Julho | - Axwell - Dimitri Vegas & Like Mike - Pete Tha Zouk - DJ Ride - Plastik Funk - No id |

## 2014
| 6 Julho | - Dimitri Vegas & Like Mike - Showtek - NERVO - Dannic - KURA - Thomas Gold - John Steven |

## 2015
Line up:
| 3 Julho | - Dimitri Vegas & Like Mike - Ummet Ozcan - Yellow Claw - Dyro - Third Party - VINAI  |
| 4 Julho | - Steve Angello - R3hab - DVBBS - Sunnery James & Ryan Marciano - AN21 - Club Banditz |

## 2016
| 1 Julho | - Nicky Romero - Blasterjaxx - Yellow Claw - KURA - JAUZ - Vicetone - DJ Overule            |
| 2 Julho | - Afrojack - W&W - Laidback Luke - Headhunterz - Dimitri Vangelis & Wyman - Wiwek - Karetus |

## 2017
Line up:
| 30 Junho | - Martin Garrix - Carnage - Matisse & Sadko - Tony Junior - Moksi - Karetus - Kris Kross Amsterdam - Carlos Manaça - Vendark |
| 1 Julho  | - Hardwell - KSHMR - Bassjackers - Mat Zo - KEVU - Dante Klein - Miss Sheila                                                 |

## 2022
Cartaz (em atualização):
| 3 de julho | - Armin Van Buuren |